# Croissant sportif de M'saken (football)
 (août 2024).
Si vous disposez d'ouvrages ou d'articles de référence ou si vous connaissez des sites web de qualité traitant du thème abordé ici, merci de compléter l'article en donnant les références utiles à sa vérifiabilité et en les liant à la section « Notes et références ».
Maillots
Le Croissant sportif de M'saken (arabe : الهلال الرياضي بمساكن), plus couramment abrégé en CS M'saken, est un club tunisien de football fondé le 21 juillet 1945 et basé dans la ville de M'saken.
Le club est la section football du club omnisports du même nom, le Croissant sportif de M'saken.

## Histoire
L'équipe atteint le stade de la demi-finale de la coupe de Tunisie de football, le 23 avril 2006, en battant le Stade tunisien. C'est alors la première fois qu'une équipe de quatrième division atteint un tel niveau. Durant la saison 2007-2008, elle joue en Ligue II après sa victoire contre l'US Sbeïtla en mai 2007.
C'est au sein de cette équipe que l'ancien international Zoubaier Baya commence et achève sa carrière sportive.

## Écusson

Logo ancien.
Logo actuel.

## Personnalités

### Comité directeur (2024-2026)
- Président : Noureddine Boujnah
- Vice-président chargé de l'administration : Mohamed Garfatta Gazzeh
- Vice-président chargé du département technique : Nabil Rebeî
- Secrétaire général : Bassem Loghmari
- Secrétaire général adjoint : Mohamed Babay Rouis
- Trésorier : Riadh Soua
- Chef de la section des jeunes : Mohamed Soussi

### Staff technique (seniors)
- Entraineur : Naoufel Chebil
- Entraineur adjoint : Lotfi Ismaîl
- Entraineur des gardiens : Saber Rached
- Préparateur physique : Fradj Chebil

## Installations
M'saken dispose d'un stade de football situé au centre-ville (pelouse artificielle de dimensions 105 m × 65 m), d'un terrain de rugby gazonné depuis 1995 (de dimensions 95 m × 63 m) et d'une salle de handball.